# Ilja Gawrilowitsch Wosnessenski

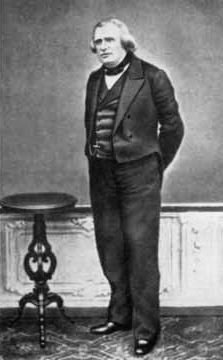
Ilja Wosnessenski

Ilja Gawrilowitsch Wosnessenski (russisch Илья Гаврилович Вознесенский; * 7. Junijul. / 19. Juni 1816greg. in Sankt Petersburg; † 6. Maijul. / 18. Mai 1871greg. in Sankt Petersburg) war ein russischer Wissenschaftler und Forschungsreisender, der Russisch-Amerika und den russischen Fernen Osten erforschte.

Routen der Expeditionsfahrten

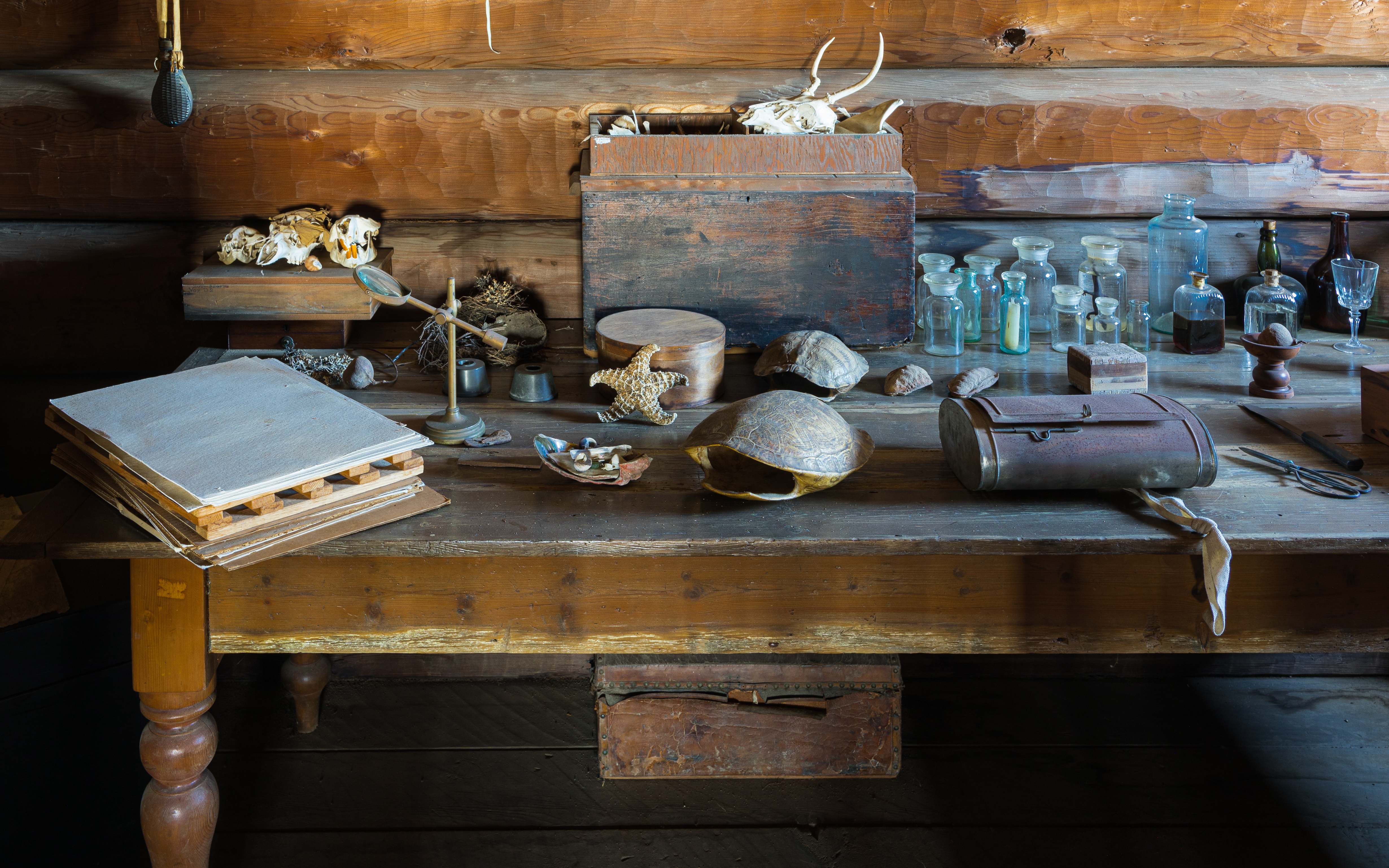
Rekonstruierter Schreibtisch Wosnessenski in Fort Ross, Kalifornien

In über 10 Expeditionsjahren entstand eine der größten Sammlungen ethnographischer Exponate aus Russisch-Amerika. Wosnessenski war einer der Gründer des russischen Entomologischen Gesellschaft im Jahr 1859.